# Quatuor à cordes no 2 de Mendelssohn
Pour les articles homonymes, voir Quatuor à cordes no 2.

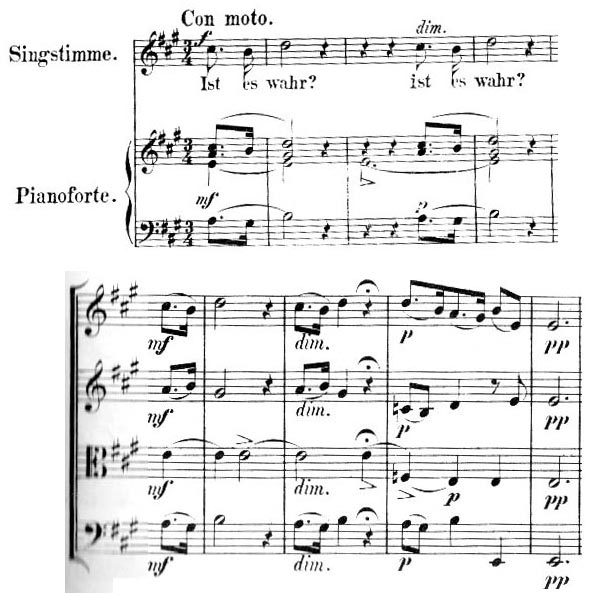
Partition.

Le Quatuor à cordes en la mineur op.13 (MWV R 22) est une œuvre de Felix Mendelssohn écrite entre juillet et octobre 1827.
Mendelssohn a écrit sept quatuors complets et plusieurs pièces pour cette formation ainsi que quelques partitions inachevées. Ce quatuor est le premier publié, le second étant son second quatuor postérieur de deux ans bien qu'ayant un numéro d'opus inférieur (no 12). Il s'agit d'une œuvre de jeunesse, le musicien ayant à peine 17 ans lors de son écriture. Il s'était déjà intéressé à cette formation musicale avec un Quatuor en mi bémol majeur de 1823 (il avait alors 14 ans). La date de composition de son opus 13 suit aussi de peu le décès de Ludwig van Beethoven et son inspiration s'en ressent.
La première eut lieu à Paris le 14 février 1832 par un quatuor dont Pierre Baillot tenait le premier violon.
Il est composé de quatre mouvements et son exécution demande environ un peu moins d'une demi-heure. L'adagio débute par un thème repris d'un Lied composé peu avant, son op. 9 no 1, Frage (« question »). L'œuvre se termine, comme un cycle, sur ce même thème.
1. Adagio – Allegro vivace
2. Adagio non lento
3. Intermezzo
4. Presto – Adagio non lento